# Набэсима Наотака (1651—1740)
Набэсима Наотака (яп. 鍋島 直堯, 12 сентября 1651 — 10 августа 1740) — самурай княжества Сага периода Эдо, 2-й глава линии Сироиси рода Набэсима.

## Биография
Родился в семье вассала даймё Саги Набэсимы Наохиро, владельца деревни Сироиси, и Оман, дочери Набэсимы Сигэцуны. Его детское имя Осукэ (翁介). В 1661 году, после смерти отца, унаследовал имение Сироиси и получил имя Наодзи (直氏). Наотаке доверяли его даймё Набэсима Мицусигэ и Набэсима Цунасигэ как к близкому родственнику. 
В 1717 году Наотака передал главенство семьи своему сыну Набэсиме Наомасу и вышел в отставку, взяв себе имя Сидзуко (静恒).
Был женат на Онари, дочери Кумасиро Наонаги.